# Манојло Анђел Филантропен
Манојло Анђел Филантропен (грчки: Μανουήλ Ἂγγελος Φιλανθρωπηνός; умро после 1393) је био последњи средњовековни владар Тесалије, од око 1390. године до турског освајања 1393. године.

## Биографија
Манојло је био син или брат цезара Алексија Анђела Филантропена, који је владао Тесалијом од почетка 1370-их до око 1390. године, наследивши Јована Уроша Немањића, сина Симеона Синише, Душановог брата. Попут Алексија, и Манојло је признавао суверенитет византијског царства. За узврат, додељена му је титула цезара. Манојло (или Алексије, уколико је још увек био жив) послао је 1389. године помоћ владару Јањине, Изаулу де Буонделмонтију, против албанских племена у Епиру. Њихове заједничке снаге однеле су велику победу. Међутим, Османлије су 1393. године послали велику војску која је заузела Тесалију. Манојло је тако био последњи хришћански владар ових области све до 1878. године, када су оне ушле у састав Краљевине Грчке. Манојло (или Алексије) је био деда српског владара Михаила Анђеловића и османског великог везира Махмуда-паше Анђеловића.
Манојлова ћерка Ана Филантропена удала се за трапезунтског цара Манојла III.